# Fede Galizia
Fede Galizia (Milán, 1578-1630) fue una pintora italiana del Barroco, pionera del género del bodegón. 

## Biografía
Fede Gallizi, conocida como Galizia, nació en Milán en 1578. Su padre, Nunzio Galizia, quien se mudó a Milán desde Trento fue un pintor de miniaturas. De él aprendió Fede a pintar, y se dice que a la edad de doce años era suficientemente considerada artista como para ser mencionada por Giovanni Paolo Lomazzo, pintor y teórico del arte amigo de su padre, de la siguiente forma: «Esta joven se ha dedicado a imitar a nuestros más extraordinarios artistas». 
Cuando Fede estuvo preparada y establecida como pintora de retratos, comenzó a recibir muchos encargos. Posiblemente por influencia de su padre como miniaturista, tuvo tendencia al detalle en sus pinturas. Su tratamiento de las joyas y la vestimenta la convirtieron en una retratista muy buscada. También se dedicó a la pintura religiosa y profana, por ejemplo varias versiones de Judith y Holofernes como las del Museo Ringling de Florida y Palacio Real de La Granja en España. También pintó miniaturas y retablos para conventos. 
El estilo de sus retratos deriva de las tradiciones naturalistas del Renacimiento italiano, con una aproximación muy realista. El estilo de retrato de Fede Galizia resulta muy evidente en su Retrato de Paolo Morgia, un estudioso jesuita que fue uno de sus primeros mecenas. Morgia era escritor e historiador y quedó muy satisfecho con el trabajo de Fede, en el que lo retrata mientras escribe un poema sobre las obras de la artista. 
Fede Galizia recibió además varios encargos públicos para iglesias, como por ejemplo el retablo que pintó para el altar de Santa María Magdalena en Milán (1616). 
Cuando no pintaba retratos, la artista se interesó primordialmente en pintar bodegones, un género en el que fue pionera y alcanzó excelentes resultados. Aunque pocas fuentes mencionan este tipo de obras, representan la mayoría de las que se conservan de su autoría: se han catalogado sesenta y tres trabajos de Galizia, de los que cuarenta y tres son bodegones. Uno de ellos, de 1602 está considerado el primer bodegón firmado por un artista italiano, probando su compromiso con este -en aquella época- nuevo estilo de pintura.
Fede nunca contrajo matrimonio, y se dice que vivió una vida feliz con éxito en su carrera artística. Murió en Milán en 1630.

## Estilo

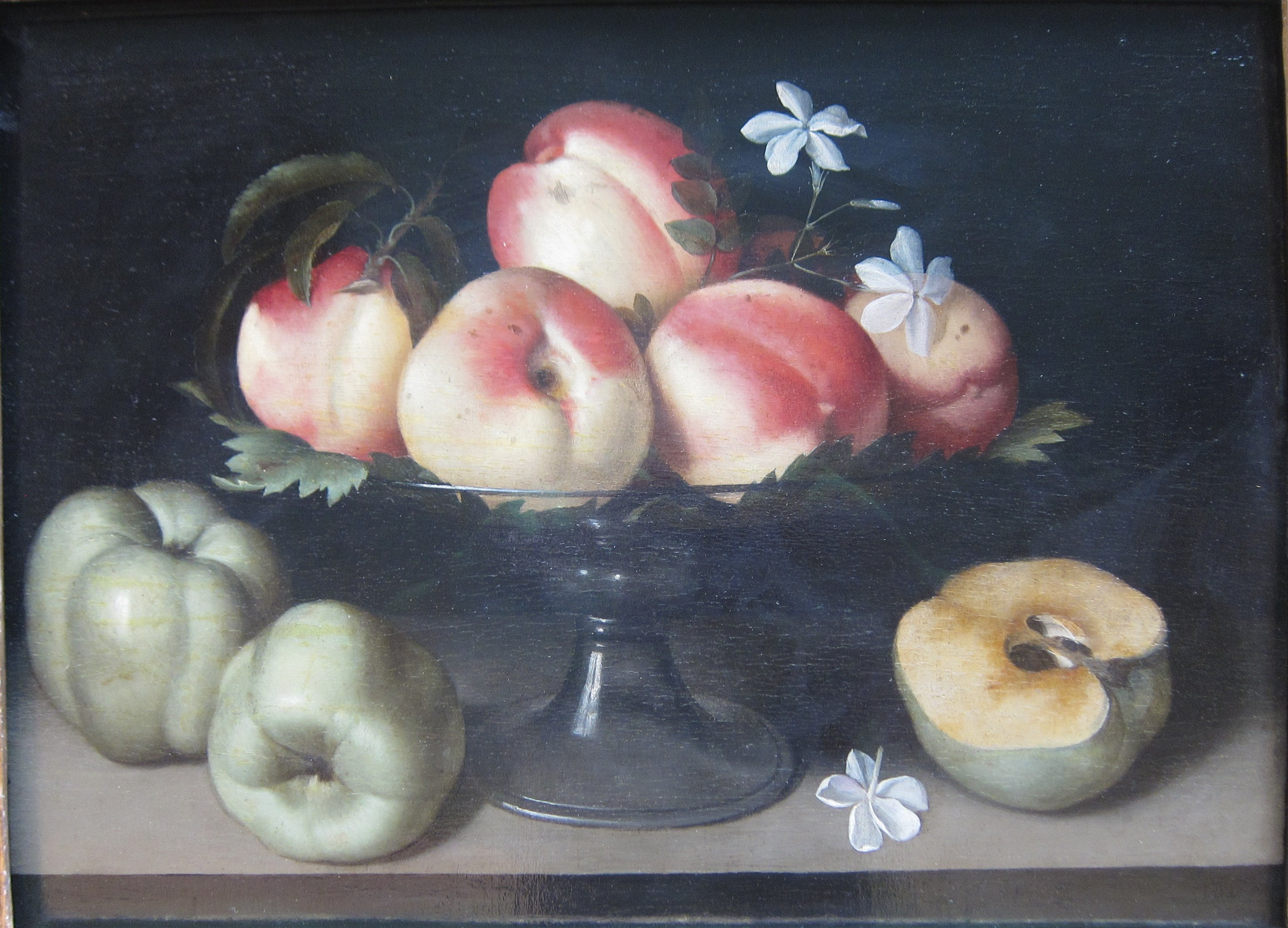
Manzanas en una fuente, óleo 30x41cm - La Haya, Colección Vitale Bloch.

Fede Galizia pintó retratos, miniaturas y retablos, pero su obra más importante -por la que ganó un lugar en la historia del arte- son sus bodegones. Aunque sus pinturas no ganaron el merecido reconocimiento hasta bien entrado el siglo XX, a través de estudios efectuados entre 1963 y 1989, su obra fue rescatada del olvido. 
Su obra muestra un estilo emparentado con el manierismo lombardo de fines del siglo XVI, basado en Mantua y reconocido internacionalmente y especialmente en Francia. Los bodegones de Galizia están entre los primeros ejemplos de pintura en un género en el que una mujer, en parte por estar excluida de otros tipos de obras, alcanzó la excelencia. 
Sus bodegones son extremadamente detallados y muy diferentes de los trabajos de su padre: usó colores más vibrantes y detallados. Casi todos sus trabajos de este género incluyen bandejas de frutas, con un tratamiento bien proporcionado que por lo general muestran un mismo tipo de fruta en una canasta o bandeja, con unas pocas caídas alrededor. Algunas incluyen flores frescas u otras especies como forma de marcar un contraste relevante de forma y color, por ejemplo en su Bodegón con duraznos y una porcelana y un cuenco. 
La obra de Fede Galizia muestra la influencia de Canasta de frutas de Caravaggio. No exploró las composiciones y formas más esplendorosas usadas por muchos contemporáneos, prefiriendo en su lugar un estilo estrictamente simple como el de Francisco de Zurbarán.
Sus pinturas están plenas de talles, perfectamente balanceadas, y su tratamiento de las luces, sombras y texturas no tiene rival en aquella época. Fue particularmente buena en crear espacios acogedores en sus pinturas, en composiciones equilibradas y poco cargadas. Parece como si uno pudiera tocar las frutas, sentirlas, y quitarlas de la pintura sin estropear el resto del trabajo. A diferencia de sus artificiosos predecesores, sus arreglos son graciosos, naturales y poéticos. 
El tratamiento estético de sus bodegones no se vería nuevamente hasta bien avanzado el siglo XVI, e incluso la percepción de los modernos bodegones se basa principalmente en su obra. Muchas de las obras actuales del género muestran directamente la influencia de sus ideas originales. Actualmente no se sabe a ciencia cierta cuántas obras pintó, ya que muchas de sus posibles obras han sido atribuidas a su contraparte masculina, Panfilo Nuvolone, que tomó significativa inspiración de ella.

## Exposición "Maestras"
- En 2023 su obra fue incluida en la exhibición "Maestras" en el Museo Nacional Thyssen Bornemisza que recopiló más de un centenar de obras realizadas por artistas mujeres olvidadas en la historia del arte. [3]

«Son pintoras e ilustradoras formadas junto a científicos que empiezan a utilizar el microscopio, e interesadas por la entomología, como Fede Galizia y Giovanna Garzoni en Italia y las hermanas Rachel y Anna Ruysch en Holanda, para quienes la vida ejerce poder de fascinación a cualquier escala y la representan de manera holística, como un ecosistema donde habitan mariposas, moscas y otras pequeñas criaturas, refutando el simbolismo religioso de la naturaleza muerta como vanitas» señala el catálogo de la exposición.